# Flaga Karaczajo-Czerkiesji
Flaga Karaczajo-Czerkiesji – w centrum znajduje się emblemat ze słońcem wschodzącym ponad ośnieżone szczyty Kaukazu. Symbolizuje on nadzieję na świetlaną przyszłość. Poszczególne kolory oznaczają:
- Błękit – dobroć, dobrą wolę i nadrzędność pokoju,
- Zieleń – płodność, przyrodę, rolnictwo i bogactwo natury,
- Czerwień – ciepło, radość i przyjaźń między narodami.

Przyjęta 3 lutego 1994 roku. Proporcje 1:2.